# HiRISE
HiRISE (ang. High Resolution Imaging Science Experiment, Naukowy Eksperyment Przetwarzania Obrazu Wysokiej Rozdzielczości) – system przetwarzania obrazu pracujący na pokładzie amerykańskiej, marsjańskiej sondy kosmicznej, Mars Reconnaissance Orbiter (MRO), wystrzelonej w sierpniu 2005 roku. Ważący 65 kg instrument jest teleskopem zwierciadlanym. Jego przeznaczeniem jest badanie osadów i rzeźby terenu powstałych z procesów geologicznych i klimatycznych. HiRISE asystuje również w ocenie przyszłych lądowisk. Poprzez połączenie bardzo wysokiej rozdzielczości układów optycznych i fotografii cyfrowej oraz wysokiego stosunku sygnału do szumu urządzeń elektronicznych, pracujących w szerokim paśmie przenoszenia danych, niosących informacje z MRO na Ziemię, jest możliwe, aby zejść z rozdzielczością do 1 m, czyli do skali wcześniej dostępnej tylko sporadycznie i przypadkowo przez kamery marsjańskich lądowników. HiRISE dostarcza takich zdjęć w dowolnie wybranym regionie Marsa, zapewniając pomost między orbitalną teledetekcją i możliwościami lądowników. Stereoskopowe obrazy są dostarczane z najwyższą dokładnością lokalizacji, z pionową dokładnością większą niż 25 cm na piksel.
Szerokość pasa skanowania powierzchni Marsa przez teleskop HiRISE wynosi 6 km przy wysokości 300 km.
HiRISE zawiera 0,5 metrowe zwierciadło główne, jest największym teleskopem optycznym, jaki kiedykolwiek wysłano poza orbitę Ziemi.
Teleskop dokonuje także obserwacji w bliskiej podczerwieni w celu uzyskania informacji na temat występujących grup mineralnych. Z wysokości wahającej się pomiędzy 200-400 km nad Marsem HiRISE wykonuje zdjęcia obrazów powierzchniowych, w których na piksel przypadają szczegóły o rozmiarach piłki do koszykówki, co pozwala analizować powierzchnię o rozmiarach 1-2 metrów. Te nowe, wysokiej rozdzielczości zdjęcia zapewniają niespotykane widoki powierzchni warstwowych, wpustów, kanałów i innych obiektów naukowych. Obszary zbliżeń obrazowania HiRISE są wybierane na podstawie danych otrzymanych z Mars Global Surveyor i misji Mars Odyssey oraz z regionalnych badań prowadzonych przez instrumenty orbiterów.